# Raffi (Musiker)

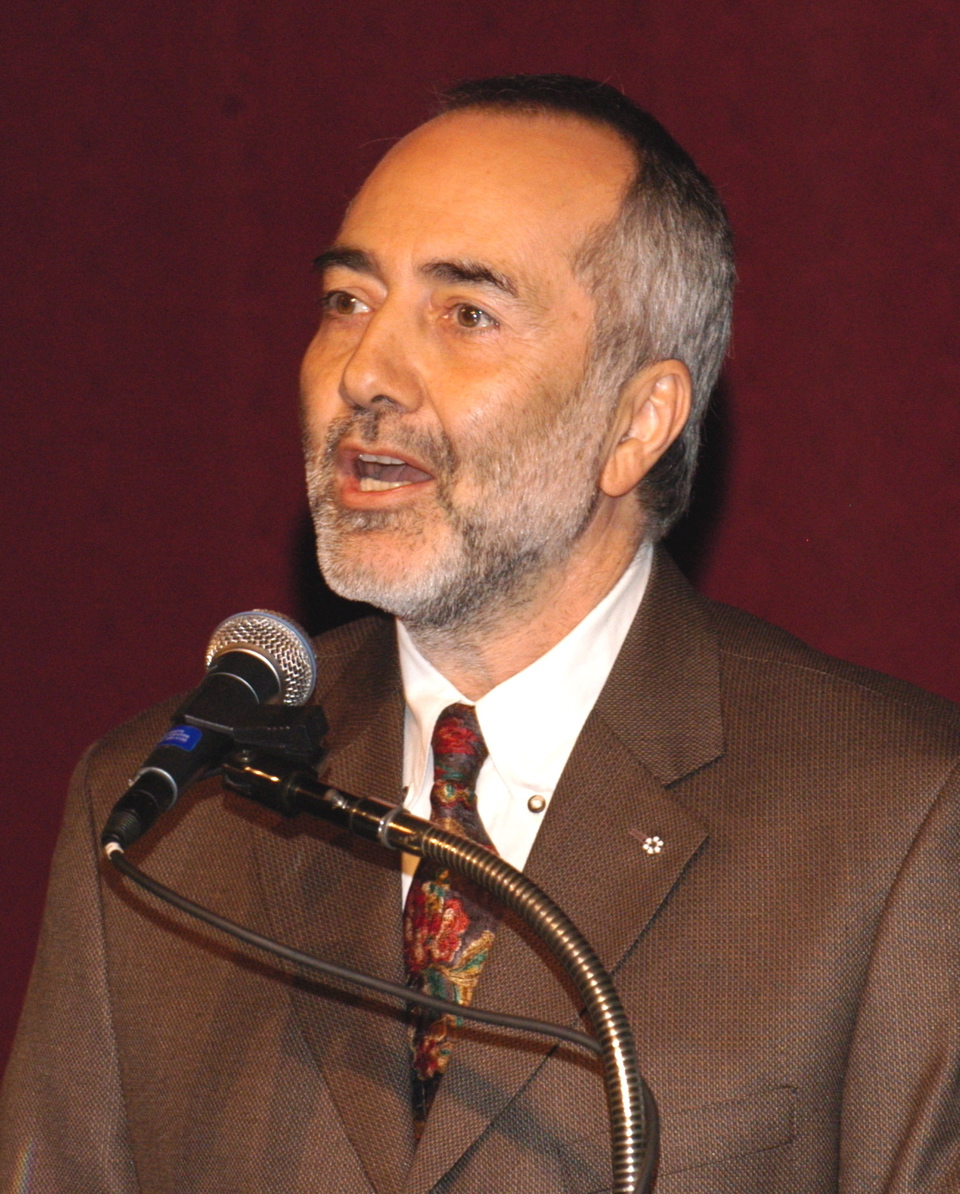
Raffi

Raffi, CM, OBC (* 8. Juli 1948 in Kairo, Ägypten; eigentlich: Raffi Cavoukian), ist ein Sänger und Komponist für Kinderlieder.

## Leben
Raffi lebt in Kanada. In seiner Musik finden sich Stilelemente aus Calypso, Country, Folk, Gospel, Jazz, Ragtime und Reggae.
Die Washington Post bezeichnete ihn als den beliebtesten Entertainer für Kinder der westlichen Welt. Er wurde mit dem Order of British Columbia sowie dem Earth Achievement Award der UN ausgezeichnet. In der Simpsons-Folge Nr. 320 (2004) wird Raffi parodiert.
2000 gründete er das Troubadour Institute, das sich für eine kinderfreundlichere Gesellschaft einsetzt. Er veröffentlichte seine Autobiographie unter dem Titel The Life of a Children's Troubadour. Er setzt sich gegen an Kinder gerichtete Werbung ein.

## Diskografie

### Alben
- 1976: Singable Songs For The Very Young (US: Platin)[3]
- 1977: More Singable Songs (US: Gold)
- 1979: Corner Grocery Store
- 1980: Baby Beluga (US: Platin)
- 1982: Rise And Shine (US: Gold)
- 1983: Raffi’s Christmas Album (US: Gold)
- 1985: One Light One Sun (US: Gold)
- 1987: Everything Grows (US: Gold)
- 1989: Raffi In Concert With The Rise And Shine Band
- 1990: Evergreen Everblue
- 1994: Bananaphone
- 1995: Raffi Radio
- 1996: The Singable Songs Collection
- 2000: Raffi’s Box of Sunshine
- 2001: Country Goes Raffi
- 2002: Let’s Play
- 2003: Where We All Belong
- 2004: Song for the Dalai Lama – Commemorative CD
- 2006: Quiet Time
- 2006: Resisto Dancing: Songs of Compassionate Revolution

### Videoalben
- 1984: A Young Children’s Concert with Raffi (US: ×2Doppelplatin )
- 1988: Raffi In Concert with Rise and Shine Band (US: ×3Dreifachplatin )

Weitere Veröffentlichungen sind Konzertaufnahmen auf DVD und Begleitbücher zu den Alben.